# توماس مک‌گوئن
 توماس فرانسیس مک‌گوئن  (به انگلیسی: Thomas McGuane) در ۱۱ دسامبر ۱۹۳۹ در ایالت میشیگان آمریکا به دنیا آمد. از شانزده سالگی با عزمی راسخ شروع به نوشتن کرد و در سال ۱۹۶۲ برای ادامهٔ تحصیل در رشتهٔ نمایشنامه‌نویسی و ادبیات دراماتیک، به دانشگاه میشیگان وارد شد و در دانشگاه با جیم هریسون شاعر و نویسندهٔ سرشناس آمریکایی آشنا شد. سپس در سال‌های ۱۹۶۷–۱۹۶۶ با برخورداری از بورسیهٔ تحصیلی به دانشگاه استنفورد رفت و تحصیلاتش را به تکمیل رساند. در سال ۱۹۶۹ نخستین رمان او با راهنمایی دوستش جیم هریسون انتشار یافت. جاناتان یاردلی پس از انتشار رمان دومِ مک‌گوئن که آن زمان سی‌ودوساله بود او را «استعداد بالقوه فالکنرمآبانه» خطاب کرد، همچنین سائول بلو از او به عنوان «ستارهٔ زبان» تقدیر کرد، رمان دوم او مفتخر به دریافت جایزهٔ روزنتال آکادمی آمریکا و مؤسسه هنر و ادبیات شد. در سال ۱۹۷۵ دیگر کتاب او به عنوان نودودو درسایه نامزد دریافت جایزهٔ ملی کتاب آمریکا شد. تا به حال از مک‌گوئن ده رمان، داستان‌های کوتاه و فیلم‌نامه و سه مجموعه مقاله دربارهٔ طبیعت‌گردی و شرح زندگی او منتشر شده است. در داستان‌های او چیرگی و تسلّط به زبان (به خصوص در آغاز رمان) کاملاً محسوس است. مک‌گوئن در آثارش تصویری مضحک از دست‌وپا زدن‌های بی‌فایدهٔ بشر در زندگی و اجتماع ترسیم می‌کند و به عمیق‌ترشدن پیوندهای خانوادگی علی‌رغم تغییر و تحولات جوامع بشری می‌پردازد.

## اوایل زندگی
اوایل زندگی مک گوئن در ویاندوت ، میشیگان از پدر و مادری کاتولیک ایرلندی متولد شد که از ماساچوست به غرب میانه نقل مکان کرده بودند. تحصیلات ابتدایی او شامل مدرسه شبانه روزی در مدرسه کرنبروک بود، اما همچنین شامل کار در یک مزرعه در وایومینگ، ماهیگیری و شکار و رابطه ای دشوار با پدر الکلی اش بود که بعداً تاثیر بسیار ی برداستان هایش گذاشت. مک گوئن ترجیح می دهد ریشه های خود را مادری تلقی کند، در آن طرف او از یک طایفه قصه گوی ثروتمند است. او از همان کودکی خود را به عنوان یک نویسنده تصور می کرد، تحسین آنچه را که او به عنوان زندگی پرماجرای یک نویسنده تصور می کند به اندازه چشم انداز نوشتن تحسین می کند. هنگامی که او ده ساله بود، با یکی از دوستانش در مورد توصیفات مختلف غروب آفتاب درگیر شد. وی ارادت جدی به نوشتن را از سن 16 سالگی آغاز کرد.